# السويدة (جرابلس)
السويدة أو قرة طاشلي كما تعرف محليّاً، قرية سوريّة تتبع إداريّاً لمحافظة حلب منطقة جرابلس ناحية غندورة، بلغ تعداد سكانها 2,304 نسمة حسب التعداد السكاني لعام 2004.